# (6152) Empedocles
(6152) Empedocles es un asteroide perteneciente al cinturón de asteroides, región del sistema solar que se encuentra entre las órbitas de Marte y Júpiter, descubierto el 3 de abril de 1989 por Eric Walter Elst desde el Observatorio de La Silla, Chile.

## Designación y nombre
Designado provisionalmente como 1989 GB3. Fue nombrado Empedocles en homenaje al filósofo griego Empédocles. Solo quedan unas 400 líneas de su poema Sobre la naturaleza, que considera que la materia está compuesta por los cuatro elementos básicos de fuego, aire, agua y tierra. Nada surge ni se destruye, las cosas simplemente se transforman. Al igual que Herakleitos, creía que dos fuerzas, el amor y el odio, interactúan para unir y separar los cuatro ingredientes. Quedan menos de 100 versos de Purificaciones, otro poema de Empedocles.

## Características orbitales
Empedocles está situado a una distancia media del Sol de 2,566 ua, pudiendo alejarse hasta 3,090 ua y acercarse hasta 2,041 ua. Su excentricidad es 0,204 y la inclinación orbital 5,631 grados. Emplea 1501,55 días en completar una órbita alrededor del Sol.

## Características físicas
La magnitud absoluta de Empedocles es 12,8. Tiene 6,889 km de diámetro y su albedo se estima en 0,216. 